# Ящ (Куявсько-Поморське воєводство)
Ящ (пол. Jaszcz) — село в Польщі, у гміні Осе Свецького повіту Куявсько-Поморського воєводства.
Населення — 241 особа (2011).
У 1975-1998 роках село належало до Бидгощського воєводства.

## Демографія
Демографічна структура станом на 31 березня 2011 року:
|          | Загалом | Допрацездатний вік | Працездатний вік | Постпрацездатний вік |
| -------- | ------- | ------------------ | ---------------- | -------------------- |
| Чоловіки | 124     | 21                 | 92               | 11                   |
| Жінки    | 117     | 29                 | 61               | 27                   |
| Разом    | 241     | 50                 | 153              | 38                   |